# Easy to Wed
 Easy to Wed és una pel·lícula musical americana d'Edward Buzzell estrenada el 1946. El guió és de Dorothy Kingsley, adaptació actualitzada del guió cinematogràfic de la pel·lícula de 1936 Libeled Lady de Maurine Dallas Watkins, Howard Emmett Rogers, i George Oppenheimer.

## Argument
Connie, una milionària, amb l'ajuda del seu pare decideix demandar un diari per difamació. El rotatiu l'acusa de trencar matrimonis perquè sedueix homes casats. Llavors el diari contracta un expert faldiller per comprometre-la.

## Repartiment
- Van Johnson: William Stevens 'Bill' Chandler
- Esther Williams: Connie Allenbury Chandler
- Lucille Ball: Gladys Benton
- Keenan Wynn: Warren Haggerty
- Cecil Kellaway: J.B. Allenbury
- Carlos Ramirez: Ell mateix
- Ben Blue: Spike Dolan
- Ethel Smith: Ella mateixa
- June Lockhart: Barbara 'Babs' Norvell
- Grant Mitchell: Homer Henshaw
- Josephine Whittell: Sra. Burns Norvell
- Paul Harvey: Curtis Farwood
- Jonathan Hale: Hector Boswell
- James Flavin: Joe
- Celia Defecte: Mary, la secretària de Farwood
- Sybil Merritt: Recepcionista

## Producció
Aquesta va ser la primera pel·lícula en la qual Williams va cantar i havia de treballar amb Harriet Lee, el provador de veu de la MGM. Tanmateix, Williams canta en part en portuguès, fent-t'ho encara més difícil per a ella. L'estudi llavors va contractar Carmen Miranda per posar a punt tant Williams com Johnson.
Va ser la segona pel·lícula de Johnson i Williams junts, després de Thrill of a Romance, que havia tingut molt èxit al box office. Williams deia que els dos havien estat seleccionats perquè "Van i jo lligàvem. Mirava com nosaltres ens manteníem junts com a parella. Era tant el noi americà com era la noia americana. Quan la Segona Guerra Mundial apuntava al final, es van convertir en icones que simbolitzaven les virtuts d'Amèrica que a la gent li agradaven més. Van representar tots els joves que se n'havien anat a la guerra pel seu país, i jo representava les noies que estaven esperant."
La biografia de Van Johnson,  MGM's Golden Boy  afirma que l'actuació de Lucille Ball com Gladys "mostra l'embrió del seu paper de Lucy Ricardo en la posterior sèrie de televisió I Love Lucy. També afirma que Keenan Wynn havia tingut un accident de moto abans del rodatge, i li havia quedat una ferida a la boca. Com a resultat, havia de parlar entre dents. També va perdre trenta lliures en quatre setmanes.